# Noorderkerk (Amsterdam)
De Noorderkerk aan de Noordermarkt in Amsterdam is gebouwd naar een ontwerp van Hendrick de Keyser (1565-1621). De kerk wordt gebruikt door de Noorderkerkgemeente  van de Protestantse Kerk Amsterdam, onderdeel van de PKN.

## Protestants
De kerk is gebouwd tussen 1620 en 1623 in de zogenaamde centraalbouw, de kerkplattegrond vormt een Grieks kruis, in de oksels zijn driehoekige dienstwoningen gebouwd. Naar dit voorbeeld is onder andere in Groningen de Nieuwe Kerk gebouwd.
Net als de Westerkerk, zo'n 700 meter ten zuiden van deze kerk, is het gebouw neergezet om de in de 17e eeuw snel groeiende bevolking van de Westelijke Grachtengordel en Jordaan een protestantse kerk te bieden.

## Toren
De kleine vieringtoren is het werk van stadstimmerman Hendrick Jacobsz. Staets en de toenmalige stadsmetselaar Cornelis Danckertsz. de Rij. Dat deze beide vaklieden het werk van Hendrick de Keyser, na diens dood samen met diens zoon Pieter, hebben voltooid wijst op betrokkenheid van het stadsbestuur omdat kerkenbouw in Amsterdam in die tijd weinig prioriteit had.

## Heden
De Noorderkerk is gerestaureerd tussen 1993 en 1998. Bij de grotendeels door de gemeente Amsterdam en het rijk betaalde restauratie is bedongen dat de kerk ook voor culturele activiteiten wordt gebruikt. Er worden regelmatig concerten gehouden. Sinds  1999 vinden er elke zaterdagmiddag de Noorderkerkconcerten plaats.
Aan de zuidelijke buitenmuur van de kerk zijn twee bronzen plaquettes aangebracht; één ter nagedachtenis aan tijdens de Tweede Wereldoorlog gevallen buurtgenoten, de tweede plaquette herinnert aan de Februaristaking in 1941. De oproep tot de staking werd gedaan tijdens verboden bijeenkomsten op de Noordermarkt. Een monumentje naast de ingang van de kerk herinnert aan het Jordaanoproer van 1934.
De kerk is in gebruik bij de Noorderkerkgemeente, een wijkgemeente met een Gereformeerde Bonds-signatuur. De gemeente wordt gediend door ds. Johan Visser en ds. Dick Wolters.